# Basto (Cabeceiras de Basto)
Basto is een plaats (freguesia) in de Portugese gemeente Cabeceiras de Basto en telt 829 inwoners (2001).